# Sousa (Paraíba)
Pour les articles homonymes, voir Sousa.
Sousa est une ville brésilienne de l'ouest de l'État de la Paraíba.

## Géographie
Sousa se situe par une latitude de 06° 45' 39" sud et par une longitude de 38° 13' 51" ouest, à une altitude de 223 mètres. Sa population était de 63 783 habitants au recensement de 2007. La municipalité s'étend sur 842 km2.